# Chanté Adams
Chanté Adams (Detroit, 1994) es una actriz estadounidense, conocida principalmente por protagonizar el biopic Roxanne Roxanne en 2017, por la que recibió el Premio Especial del Jurado del Festival de Cine de Sundance.

## Biografía
Adams nació y se crio en Detroit, Míchigan. Se graduó en la escuela de teatro de la Universidad Carnegie Mellon y acto seguido se trasladó a Nueva York para seguir una carrera en el mundo de la actuación.
Un mes después de mudarse a Nueva York, Adams fue invitada a audicionar para el papel principal en el biopic sobre la rapera Roxanne Shanté. Se le asignó el papel, comenzando el rodaje una semana después. Por su actuación en Roxanne Roxanne, Adams recibió el Premio Especial del Jurado en el Festival de Cine de Sundance. Más tarde registró actuaciones en las películas Monsters and Men (2018), Bad Hair (2020) y The Photograph (2020).
El 14 de febrero de 2020 se anunció que Adams co-protagonizaría una adaptación televisiva de A League of Their Own junto con Roberta Colindrez, Kelly McCormack y Priscilla Delgado.

## Filmografía

### Películas
| Año  | Título               | Papel                 | Notas                                                                                          | Ref.  |
| ---- | -------------------- | --------------------- | ---------------------------------------------------------------------------------------------- | ----- |
| 2017 | Roxanne Roxanne      | Roxanne Shanté        | Ganó el Premio Especial del Jurado del Festival de Cine de Sundance por Mejor Actuación (2017) | [ 4 ] |
| 2018 | Monsters and Men     | Zoe                   |                                                                                                | [ 5 ] |
| 2018 | Good Girls Get High  | Ashanti               |                                                                                                | [ 6 ] |
| 2020 | Bad Hair             | Linda Bludso          |                                                                                                | [ 7 ] |
| 2020 | The Photograph       | Joven Christine Eames |                                                                                                | [ 7 ] |
| 2021 | Voyagers             | Phoebe                |                                                                                                | [ 8 ] |
| 2021 | A Journal for Jordan | Dana Canedy           |                                                                                                | [ 9 ] |

### Televisión
| Año  | Título                | Papel                | Notas           | Ref.  |
| ---- | --------------------- | -------------------- | --------------- | ----- |
| 2022 | A League of Their Own | Maxine "Max" Chapman | Papel principal | [ 7 ] |

### Broadway
| Año  | Título        | Papel   | Notas                                                                                     | Ref.   |
| ---- | ------------- | ------- | ----------------------------------------------------------------------------------------- | ------ |
| 2022 | Skeleton Crew | Shanita | Nominada al premio Outer Critics Circle a la mejor actriz destacada en una obra de teatro | [ 10 ] |